# Renault Type LS
Der Renault Type LS war ein Personenkraftwagenmodell der Zwischenkriegszeit von Renault. Er wurde auch 12 CV genannt.

## Beschreibung
Die nationale Zulassungsbehörde erteilte am 12. Februar 1923 seine Zulassung. Im gleichen Jahr endete die Produktion. Als Variante des Renault Type KR hatte das Modell weder Vorgänger noch Nachfolger. 
Der wassergekühlte Vierzylindermotor mit 85 mm Bohrung und 140 mm Hub hatte 3178 cm³ Hubraum. Die Motorleistung wurde über eine Kardanwelle an die Hinterachse geleitet. Die Höchstgeschwindigkeit war je nach Übersetzung mit 48 km/h bis 65 km/h angegeben.
Bei einem Radstand von wahlweise 319,5 cm bzw. 338,8 cm und einer Spurweite von 144 cm war das Fahrzeug  419 cm bzw. 438,3 cm lang und 165,5 cm breit. Der Wendekreis war mit 13 Metern angegeben. Das Fahrgestell wog 1150 kg. 
Das Fahrgestell kostete 31.000 Franc und ein Roadster 41.000 Franc. Daneben ist ein Cabriolet überliefert.